# Silene hidaka-alpina
Silene hidaka-alpina är en nejlikväxtart som först beskrevs av Kingo Miyabe och Tatewaki, och fick sitt nu gällande namn av Jisaburo Ohwi och Ohashi. Silene hidaka-alpina ingår i släktet glimmar, och familjen nejlikväxter. Inga underarter finns listade i Catalogue of Life.